# Fondazione Bruno Kessler
La Fondazione Bruno Kessler (FBK) è l'ente di ricerca della Provincia autonoma di Trento che opera nel campo scientifico tecnologico e delle scienze umane.

## Storia
La fondazione fu istituita per legge provinciale il 1º marzo 2007 in sostituzione del precedente "Istituto Trentino di Cultura" nato nel 1962 a Trento.
Il nuovo nome è stato attribuito in onore del politico trentino Bruno Kessler che spinse la Provincia autonoma di Trento a creare un istituto, la cui missione originaria era la costituzione di un nucleo che preparasse le condizioni culturali per la nascita di una università a Trento. Dal 1972, anno di nascita della "Libera Università degli Studi di Trento" - allora articolata nelle facoltà di Sociologia, Scienze matematiche, fisiche e naturali, Economia e commercio - fino all'anno 1982 in cui l'Università di Trento divenne statale, l'Istituto Trentino di Cultura svolse il ruolo di sostegno dell'Università stessa.
Successivamente ebbe un ruolo autonomo ed indipendente da quello dell'Università, conoscendo una forte espansione in particolare nelle discipline dell'Intelligenza Artificiale e della Scienza dei Materiali all'interno dell'ITC-irst, sotto la direzione di Luigi Stringa.
Secondo lo studio dell'ANVUR relativo al periodo 2010-2014, la Fondazione è al primo posto per l'eccellenza scientifica in tre diverse aree: ICT, storia e sociologia, ovvero per l'impatto economico e sociale.

## Organizzazione e finalità
La fondazione Bruno Kessler attualmente si struttura in:
- Centro Augmented Intelligence[6] - vuole combinare i punti di forza dell’intelligenza umana e dell’intelligenza artificiale in modo da aumentare le loro potenzialità sfruttando le consolidate competenze nell’ambito dell’AI, ed enfatizzare l’interazione e la collaborazione tra esseri umani e macchine in una prospettiva human-centered
- Centro Cybersecurity[7] - i vantaggi dell’innovazione digitale non sono privi di rischi come la perdita del controllo sui dati personali dei cittadini, distorsioni della vita democratica delle nazioni dovute alle fake news e attacchi informatici che minacciano infrastrutture critiche;
- Centro Digital Society[8] - si occupa di eseguire ricerche avanzate e sviluppare tecnologie digitali innovative per affrontare le sfide chiave della futura società digitale;
- Centro Digital Industry[9] - focalizza la sua ricerca sulle tecnologie digitali per l’industria realizzando applicazioni per sistemi critici, sistemi adattivi e autonomi, sistemi di percezione avanzata, di diagnostica e predizione;
- Centro Digital Health & Wellbeing[10] - si occupa di ricerca scientifica di eccellenza nell’ambito delle tecniche e metodologie della Computer Science e della AI per la salute e la sanità;
- Centro Health Emergencies[11] - sviluppa metodi di epidemiologia quantitativa per rafforzare la sorveglianza epidemiologica;
- Centro Sustainable Energy[12] - promuove lo sviluppo di strumenti e metodi per la creazione, lo stoccaggio e la distribuzione di soluzioni energetiche a basso impatto ambientale;
- Centro Sensors & Devices[13] - si occupa di sensori e i dispositivi altamente integrati, basati su tecniche MEMS, CMOS, fotonica e funzionalizzazione di superficie e interfacce;
- Centro Europeo per studi Teorici in Fisica Nucleare e Settori Collegati[14] - ECT* offre un insieme dedicato e strutturato di attività scientifiche per una vasta comunità scientifica internazionale;
- Istituto storico italo-germanico (FBK-Isig) promuove attività di studio legate alla storia moderna e contemporanea, con particolare riguardo all’area italiana e tedesca
- Centro per le scienze religiose[15] (FBK-Isr) si occupa di ricerca interdisciplinare nel campo della religione e di numerosi progetti di ricerca che affrontano temi legati al rapporto tra violenza e religione, all’etica e all’intolleranza religiosa;
- Istituto per la Ricerca Valutativa sulle Politiche Pubbliche[16]  si occupa, oltre alla sua attività di ricerca, di formazione dei ricercatori, delle autorità e degli amministratori pubblici su questioni di valutazione dell’impatto e su come utilizzare l’evidenza empirica per migliorare l’elaborazione delle politiche pubbliche.

La Fondazione Bruno Kessler, con i suoi 4.645 m2 di laboratori e infrastrutture scientifiche e forte di una comunità di oltre 450 ricercatrici e ricercatori, 140 dottorandi, oltre 200 tra visiting professors e tesisti, oltre 700 tra affiliati e studenti accreditati, opera come un vero e proprio distretto scientifico e tecnologico, ospitando nelle proprie sedi e sulle proprie piattaforme un ecosistema di realtà co-locate, spin off, progetti ed opportunità formative. Ospita 70 ricercatori stranieri provenienti dai principali paesi europei e paesi extra-UE come Stati Uniti, Cina, India, Brasile, Argentina, Algeria, Iran, Pakistan e Australia.
Situata a Trento, FBK è ospitata in 2 poli principali: il polo scientifico e tecnologico a Povo e il polo umanistico in centro a Trento.
Nel 2009 la Fondazione ha stipulato una collaborazione con l'Istituto Europeo per l'Innovazione e la Tecnologia (EIT), dando così inizio ad una serie di collaborazioni a livello europeo non solo di tipo accademico, ma anche industriale.
La Fondazione ospita inoltre la Scuola di Formazione Specifica in Medicina Generale, patrocinata e finanziata dalla Provincia Autonoma di Trento e in carico all’Ordine Provinciale dei Medici Chirurghi e degli Odontoiatri.
È inoltre membro dell'Istituto europeo per le norme di telecomunicazione (ETSI) e aderisce volontariamente all'Agenzia Nazionale di Valutazione del Sistema Universitario e della ricerca.
Nel complesso, i suoi centri organizzano un centinaio di convegni scientifici all’anno, di livello nazionale e internazionale, e partecipano a svariate iniziative di divulgazione culturale.